# George Mraz
Pour les articles homonymes, voir Mraz.
George Mraz (né Jiří Mráz le 9 septembre 1944 à Písek (Tchécoslovaquie) et mort le 16 septembre 2021) est un contrebassiste de jazz et saxophoniste tchécoslovaque naturalisé américain, membre du groupe d'Oscar Peterson.

## Biographie
En 1968, George Mraz émigre aux États-Unis.
George Mraz a joué entre autres avec Stan Getz, Tommy Flanagan, Chet Baker, Michel Petrucciani et Art Pepper. Dans les années 1970, il est membre du Thad Jones/Mel Lewis Orchestra. Entre 1977 et 1980 il fait partie du New York Jazz Quartet.

## Discographie partielle
- 2008 George Mraz and friends
- 2004 Jazz at Prague Castle 2004
- 2001 Morava
- 1996 Jazz
- 1997 Flamingo